# María Teresa Infante Barros
María Teresa Infante Barros (Recoleta, 16 de diciembre de 1951) es una economista, empresaria y consultora chilena. Fue ministra del Trabajo durante la dictadura militar del general Augusto Pinochet.

## Biografía
Nacida como uno de los diez hijos que tuvo el matrimonio conformado por Carlos José Infante Covarrubias y Sara Barros Vergara, entre sus abuelos se contaba el parlamentario y ministro de Estado Ernesto Barros Jarpa. Entre sus hermanos se cuenta el subsecretario de Salud del presidente Ricardo Lagos, Antonio.
Se formó en el Colegio Universitario Inglés de la capital y en la Pontificia Universidad Católica, entidad esta última de la que egresaría con el título de ingeniera comercial con mención en economía.
Cercana al movimiento gremial desde joven, una vez titulada, en los primeros años de la dictadura militar, se incorporó al departamento de estudios de la estatal Odeplan, entonces liderada por Miguel Kast.
En 1976 se matriculó en la Universidad de Chicago, en los Estados Unidos, con el fin de cursar un magíster en economía. En esta experiencia sería compañera, entre otros, de Julio Dittborn, Álvaro Donoso, Cristián Larroulet, Joaquín Lavín y Juan Andrés Fontaine.
En 1978, de vuelta en su país, se reincorporó a la Oficina de Planificación Nacional (Odeplan). Laboró luego en la oficina de planificación del Ministerio de Educación Pública, donde le tocó trabajar el proceso de descentralización de la educación chilena.
En marzo del 1985 fue nombrada como subsecretaria de Previsión Social. Finalizó su paso por el Estado como ministra del Trabajo y Previsión Social, cargo en el que permaneció los últimos siete meses de la dictadura militar.
Tras ello se convirtió en empresaria y consultora a través de la firma de asesorías Infante y Asociados.